# 水手6號
水手6号探测器同水手7号一同前往探测火星，它们总共拍摄了143张照片，这些照片显示出火星表面是一个荒凉的地方。